# Bataille de la Tour d'Elven
Chouannerie
Batailles
- Liffré
- 1re Argentré
- Expédition de Quiberon
- (Landévant et Mendon
- Plouharnel
- Quiberon)
- Segré
- 1er Rocher de La Piochais
- La Ceriseraie
- La Cornuaille
- 1re La Croix-Avranchin
- La Vieuville
- Boucéel
- 1re Saint-James
- 2e Rocher de La Piochais
- 2e La Croix-Avranchin
- Auverné
- Andigné
- Croix-Couverte
- Tinchebray
- L'Auberge-neuve
- Locminé
- Saint-Hilaire-des-Landes
- Val de Préaux
- Le Grand-Celland
- 2e Argentré
- Noyant-la-Gravoyère
- La Hennerie
- Saint-Aubin-du-Cormier
- Le Mans
- Nantes
- Saint-Brieuc
- Le Lorey
- Mont-Guéhenno
- La Tour d'Elven
- 2e Saint-James
- Les Tombettes
- Pont du Loc'h

La bataille de la Tour d'Elven se déroula en 1799 lors de la chouannerie.

## Prélude
Georges Cadoudal, général des Chouans du Morbihan s'était emparé du port Sarzeau le 30 octobre 1799, libérant ainsi la côte de la garnison républicaine. Ce succès permit aux Chouans d'accueillir une flotte britannique qui débarqua quatre canons de 6 et de 8, deux obusiers et 25 000 fusils dans la nuit du 28 au 29 novembre sur la Pointe de Pen Lan. Ces armes furent placées sur un grand nombre de charrettes et conduites à Muzillac où les Chouans avaient rassemblé leur état-major. Mais à Vannes, les Républicains furent rapidement informés de ce débarquement, et à Pontivy 1 600 hommes commandés par Taponnier et La Bruyère reçurent l'ordre de marcher contre les Chouans. De même Harty rassembla la garnison de Vannes et sortit avec 1 900 hommes, dont 50 Chasseurs, et deux canons.
À la sortie de Muzillac, le convoi se sépara en deux groupes, le premier transportant les armes pour l'Ille-et-Vilaine s'était dirigé vers le Nord-Est, tandis que le second transportant les armes pour l'armée du Morbihan marchait sur Elven au Nord-Ouest. La rencontre entre les Républicains de Harty et les Chouans se produisit tout près du château de Largoët à Elven. Cependant les Chouans préféraient éviter le combat dont l'issue paraissait incertaine, Pierre Guillemot colonel de la division de Bignan rassembla alors 1 200 hommes parmi les meilleurs de sa division et reçut l'ordre de retenir les Républicains le plus longtemps possible tandis que le convoi était mis en sûreté.
| « Le 30, des habitants patriotes des communes situées sur le bord de la mer, Muzillac, Sarzeau, etc., se réfugièrent à Vannes et avertirent que, la nuit précédente, ils avaient su, à n'en pas douter, que les Anglais avaient fait un débarquement d'armes et de munitions de tout espèces à Pont-Scorff et que le rassemblement, qui l'avait protégé et qui escortait le convoi était de 3 000 à 4 000 hommes ; qu'ils avaient de l'artillerie. Presque tous avaient été témoins oculaires de ces faits et les répétaient à qui voulait les entendre. Le général assura que ces faits ne pouvaient s'accorder avec les différents rapports qu'il avait reçus. Cependant, dans la nuit, la générale fut battue et il sortit avec une colonne composée comme il suit : 1 500 hommes d'artillerie de marine faisant le service d'infanterie de ligne, 150 hommes de la 52e, et un pareil nombre de la 81e, 30 canonniers à cheval manœuvrant deux pièces de 8 et 50 chasseurs à cheval. » — Le Gallic de Kerizouët. |

## Forces en présence
Selon une proclamation écrite par le Chouan Pierre-Mathurin Mercier les Républicains étaient 2 500 lors de la bataille, en revanche selon le rapport républicain, Harty avaient 1 900 hommes sous ses ordres. Pierre-Mathurin Mercier écrivit de plus que les Chouans étaient 1 200 lors de la bataille.

## La bataille
La bataille s'engagea le 30 novembre à 11 heures du matin, les Chouans étaient retranchés dans les fossés, Jean Rohu commandait le flanc droit à l'ouest du village de Kerleau sur la route de Plaudren tandis que Guillemot dirigeait le flanc gauche allant du village de Kerleau au moulin de Bragoux. Harty lança l'attaque en engageant ses tirailleurs et en ouvrant le feu avec ses canons. Puis Harty qui avait divisé ses troupes en trois colonnes, lança la première sur le centre mais les Chouans parvinrent à contenir cette première offensive. Craignant d'être enveloppés sur les flancs, Harty se tourna alors vers Guillemot et lança ses réserves sur le bois de Saint-Bily près du château. Un combat au corps à corps s'engagea près de Kerleau mais l'artillerie républicaine continuait de tirer et les Républicains craignant d'être eux-mêmes atteints battirent rapidement en retraite. Cependant après quatre heures de combat, les Chouans se retirèrent du champ de bataille, Pierre-Mathurin Mercier avait envoyé un courrier à Guillemot lui indiquant que le convoi était désormais en sûreté. Les Républicains renoncèrent à les poursuivre, d'autant plus que Georges Cadoudal arrivait en renfort avec 3 000 hommes.
Jean Rohu, rapporte le combat dans ses mémoires, il confond cependant le général Bonté avec Harty:

« À la côte, Georges, appuyé d'une force imposante, s'occupa des opérations de débarquement, tandis que La Vendée, avec deux mille hommes, protégeait la marche du convoi. Le général Bonté, sortit de Vannes avec de l'artillerie, vint nous attaquer avant d'arriver à Plaudren et se mit en bataille sur la lande; de notre côté nous nous déployâmes sur une ligne assez étendue pour l'empêcher de troubler la marche de nos voitures. Guillemot de Bignan, qui formait notre gauche, eut plusieurs charges à soutenir, et Tronjoly, de Rennes, avec sa compagnie de grenadiers, conserva sa position au centre, malgré les efforts de l'ennemi. La droite, où je me trouvais, était adossé à un petit bois de sapins, près le village de Kergo qui empêchait Bonté de connaître ma force, et il se contenta de nous tirer des coups de canon à boulet et à mitraille, lorsque La Vendée envoya le comte de Saint-Hilaire, son aide de camp, me dire de me retirer de cette position et de suivre le convoi. Au même instant Bonté rallait son monde à la hâte et disparaissait sur la route de Vannes, c'était le général Georges qui, de la côte entendant les coups de canon, accourait pour défendre le convoi, mais qui arriva trop tard pour couper la retraite aux républicains. »

| « Nous fûmes attaqués dans nos positions près d'Elven. Le combat dura environ deux heures; c'était le premier, depuis Quiberon, où nos gens entendissent le canon. Une lande séparait les deux partis. L'artillerie ennemie fut servie avec activité. Nos soldats tinrent leur position, sans se laisser intimider par le sifflement des boulets. Nous avions d'abord chargé les républicains; ils nous chargèrent à leur tour et furent repoussés. Après avoir donné le temps au convoi de filer, la retraite fut ordonnée et se fit avec calme et sangfroid. On se reforma à une portée de fusil en arrière et on reprit l'ordre de la marche habituelle. Les chasseurs restèrent derrière chaque bataillon, et continuèrent le feu avec les tirailleurs ennemis. Les républicains ne nous poursuivirent pas; ils firent enlever leurs blessés et reprirent le chemin de Vannes. Ils aperçurent en se retirant la colonne de Georges qui venait au feu, s'étant trouvée trop éloignée pour y prendre part. Ils n'osèrent sortir de Vannes les jours suivans, quoiqu'ils y fussent au nombre de quatre mille hommes. Nos soldats étaient tout fiers d'avoir résisté à deux mille cinq cents hommes et à de l'artillerie, quoiqu'ils ne fussent pas douze cents combattans. » — Rapport de Pierre Mercier. |

| « On rencontra l'ennemi par un hasard (car on ignorait absolument où il était). L'affaire s'engagea sur le deux heures de l'après-midi par les tirailleurs, qui rencontrèrent ceux de l'ennemi dans un petit bois, sur la droite et en avant. Le corps de l'armée ennemie était situé dans deux villages ou hameaux à portée de 4 de cet endroit ; ce deux hameaux étaient liés entre eux par des terres labourables, garnies de fossés couverts d'arbres, comme le sont ceux de ce pays en général. Notre corps commençait à entrer dans une grande lande dite lande d'Elven. Le général, aussitôt l'avis qu'on lui donna que les ennemis étaient découverts, fit renforcer les éclaireurs et y fit successivement les 130 hommes d'infanterie et à peu près 150 à 200 de nos hommes ; il y fit ensuite passer en avant un de ses bataillons (car il avait formé sa petite armée en trois corps ou bataillons); il fit, dis-je, passer un de ses bataillons en avant, il conserva les deux autres et la deuxième pièce de 8 en réserve. La première fut placée près d'un moulin à vent, avec une compagnie commandée par Husson, reste dudit bataillon e mit en bataille mais ne reçut point l'ordre de marcher, ainsi que les deux autres qui restèrent en réserve et l'arme au bras. Le capitaine Husson et les canonniers qui avec lui virent très distinctement les voitures du convoi qui entraient dans le village ; mais, malgré les avis qu'ils donnèrent tant au capitaine Bouté qu'au général, ils ne reçurent aucun ordre et ne tirèrent, pendant trois quarts d'heure qu'il occupèrent ce poste, que 5 coups de canon à boulet, en se servant de la hausse. Bref, l'on se tint une demi-heure faisant mine de vouloir se battre et attaquer l'ennemi et l'affaire se passa entre les tirailleurs. Après quoi, le général se retira sur Vannes et fit suivre le mouvement à tous les corps. Les Chouans s'étaient formés en trois colonnes, mais mal organisées. L'une d'elles, forte à peu près de 3 000 hommes, sortit d'entre les deux villages et vint se mettre en bataille à l'extrémité du grand champ labouré qui bordait la lande, la droite appuyée au premier village et gauche à la queue du bois, où se tirèrent les premiers coups de fusil. Une colonne de 2 000 hommes à peu près se montra à la tête du village, et fit filer en arrière le convoi dans la direction de Locminé ; elle le fit même escorter par quelques groupes qui nous parurent être de la cavalerie. Aussitôt après, la queue de cette colonne prit la même direction et la tête suivit le mouvement. Nous nous retirions alors sur Vannes ; le mouvement que nous fîmes fit sans doute peur à l'ennemi, car une partie de la colonne du centre s'ébranla et prit la direction de la colonne de gauche. Il y avait une autre colonne à la droite de l'ennemi qui voyait une partie de notre, mais de l'endroit où était placé le capitaine Husson, il ne pouvait ni la voir ni en estimer la force. » — Le Gallic de Kerizouët |

## Pertes
Selon Pierre Mercier la Vendée les pertes des Chouans furent de 2 hommes tués plus un blessé, et les pertes des Républicains furent de 60 tués et 80 blessés. Cependant selon le rapport républicain les pertes furent de 4 hommes tués et de 30 blessés.
| « Nous rentrâmes ainsi à Vannes, avec trois hommes tués et une trentaine de blessés. Le soir même, un aide de camp du général royaliste Georges vint nous donner avis d'une pacification générale conciliée entre leurs chefs et le général Hédouville ; il nous dit que leur perte dans la dernière affaire avait été incomparablement plus forte que la nôtre, qu'ils avaient perdu de 50 à 60 hommes tués et 80 à 100 blessés. Le 1er décembre, le général, assuré, d'une pacification, nous fit donner des chevaux et, le 11, nous fûmes coucher à Muzillac. Nous y apprîmes que le 29, à 4 heures du soir, un convoi pour l'armée royale venant de la côte et composé d'armes et de munitions anglaises y avait couché, qu'il était escorté de 3 600 hommes et de l'artillerie, dont deux pièces de 6 et deux obusiers. C'était précisément ce jour que nous devions coucher à Muzillac, si le général nous eût laissés partir. » — Le Gallic de Kerizouët. |